# Dannii Minogue
Danielle Jane Minogue, kendt som Dannii Minogue (født 20. oktober 1971), er en australsk singer-songwriter, skuespiller, musikdommer, tv-personlighed og modedesigner.

## Biografi
Dannii Minogue blev født i Melbourne i Australien. Hendes far Ronald Charles Minogue er en revisor af irsk afstamning, og hendes mor Carol Jones er en danser fra Wales. Hun er den yngste af tre børn, og hendes søster er sangerinde og skuespillerinde Kylie Minogue. Hendes bror Brendan er en kameramand i Australien.
Hendes første album, Dannii, blev udgivet i 1990 og nåede nummer 24 på ARIA Charts. Uden for Australien blev albummet udgivet det følgende år og blev titlen Love and Kisses.
Minogue opnåede tidligt succes med et par singler, men ved udgivelsen af sit andet album, var hendes popularitet som sanger faldet. Minogue koncentrerede sig derfor om sin karriere som tv-vært. I 1997 var Minogue vært på Top of the Pops, et britisk musik tv-program, før hun vendte tilbage til sin sangkarriere senere samme år.
I 1997 gjorde hun tilbagevenden som en dance sanger med singlen "All I Wanna Do" og senere albummet Girl.
Hendes album Neon Nights, udgivet i 2003, blev det mest populære i hendes karriere. Singlen "I Begin to Wonder", blev hendes største hit og nådde nummer to på UK Singles Chart.
I 2007 blev Minogue dommer på den engelske udgave af X Factor og de andre dommere var Simon Cowell, Sharon Osbourne, Louis Walsh og senere Cheryl Cole, der erstattede Sharon Osbourne i sæson 4. Hun var på programmet indtil 2010. Pga. at være dommer på Australia's Got Talent kunne Dannii Minogue ikke gentage hendes rolle som dommer i ottende omgang i 2011 og blev erstattet af Kelly Rowland. Der var rygter om i april 2012, at Minogue vil vende tilbage til X Factor som dommer og Kelly Rowlands erstatning i sæson 9. Det var bekræftet at Gary Barlow, Tulisa Contostavlos og Louis Walsh vil vende tilbage som dommere. Minogue vendte ikke tilbage og Nicole Scherzinger blev dommer.

## Diskografi
- Love and Kisses (1990)
- Get Into You (1993)
- Girl (1997)
- Neon Nights (2003)
- The Hits & Beyond (2006)
- Unleashed (2007)
- Club Disco (2007)
- The Early Years (2008)
- The 1995 Sessions (2009)